# 지남력
지남력(指南力, 독일어: Orientierung 오리엔티어룽[*], 영어: Orientation 오리엔테이션[*])은 마음이 세 가지 차원―시간, 장소, 인간―을 인식하는 기능이다. 섬망에서 음주에 이르기까지 다양한 원인으로 지남력에 문제가 생길 수 있는데, 이러한 상태를 지남력 상실(disorientation)이라고 한다. 일반적으로 지남력 상실은 시간으로 시작하여 공간으로 확장되고, 마지막으로 사람을 알아보지 못하는 지경에 이른다.
지남력에 관여하는 정확한 뇌 부위는 불확실하지만, 뇌간과 대뇌 반구가 손상되었을 시 지남력 상실이 발생한다는 것이 보고되어, 이 두 부위가 함께 작용하여 인식 및 그에 따른 지남력 기능을 유지하는 데 관여하는 것이 아닌가 추측되고 있다.

## 같이 보기
- 정신 상태 검사
- 섬망